# جامپی‌یرو لیترا
جامپی‌یرو لیترا (ایتالیایی: Giampiero Littera؛ زادهٔ ۲۵ ژوئن ۱۹۳۸) بازیگر اهل ایتالیا است.
از فیلم‌هایی که وی در آن نقش داشته‌است، می‌توان به شادی زندگی، پشت درهای بسته، پاهای طلایی، چیچو و فرانکو در سال اختلاف نظر و هرج‌ومرج بزرگ اشاره کرد.